# Stand Up
Stand Up — второй студийный альбом британской рок-группы Jethro Tull, вышедший в 1969 году.

## Об альбоме
Перед началом записи этого альбома, которая началась в апреле 1969 года, гитарист Мик Абрахамс ушёл из Jethro Tull из-за различий в музыкальных вкусах с лидером группы Йэном Андерсоном. Альбом занял первое место в британских чартах, выиграл премию New Musical Express.
Stand Up — первый диск Jethro Tull, в котором Йэн Андерсон написал всю музыку и тексты (за исключением «Bourée»). Также это первый альбом, в котором при записи был задействован новый гитарист Jethro Tull Мартин Барр. Этот альбом отличался от первой пластинки Jethro Tull влиянием кельтской и английской народной музыки, классической музыки.
Композиция «Bourée» является рок-аранжировкой классической композиции «Бурре ми минор» Иоганна Себастьяна Баха. Многие слушатели отмечали, что композиция «Hotel California» группы Eagles похожа на «We Used to Know». Песня «Jeffrey Goes to Leicester Square» посвящена Джеффри Хэммонду.
Диск переиздан в 1973 году. Ремастерированное издание альбома вышло в 2001 году.

## Список композиций
Все композиции (кроме «Bourée») написаны Йэном Андерсоном
1. A New Day Yesterday — 4:10
2. Jeffrey Goes to Leicester Square — 2:12
3. Bourée (Иоганн Себастьян Бах, аранжировка Йэна Андерсона) — 3:46
4. Back to the Family — 3:48
5. Look into the Sun — 4:20
6. Nothing Is Easy — 4:25
7. Fat Man — 2:52
8. We Used to Know — 3:59
9. Reasons for Waiting — 4:05
10. For a Thousand Mothers — 4:13

Бонусные треки
В 2001 году вышел ремастер альбома Stand Up с бонусными треками:
1. Living In The Past — 3:23
2. Driving Song — 2:44
3. Sweet Dream — 4:05
4. 17  — 3:07

## Участники записи
- Йэн Андерсон — вокал, флейта, акустическая гитара, Хаммонд-орган, фортепиано, мандолина, балалайка, губная гармоника
- Клайв Банкер — барабаны, перкуссия
- Гленн Корник — бас-гитара
- Мартин Барр — электрогитара, флейта (2, 9)
- Ди Палмер — дирижёр и аранжировщик струнно-смычковой группы